# Districte de Moulins
El districte de Moulins (en francès  arrondissement de Moulins) és un dels tres districtes del departament francès de l'Alier, a la regió d'Alvèrnia-Roine-Alps. Compta 109 municipis. El cap del districte és Moulins-sur-Allier.

## Cantons
- cantó de Bourbon-l'Archambault (17 municipis)
- cantó de Dompierre-sur-Besbre (19 municipis)
- cantó de Gannat (15 municipis)
- cantó de Moulins-1
- cantó de Moulins-2 (10 municipis)
- cantó de Saint-Pourçain-sur-Sioule (8 municipis)
- cantó de Souvigny
- cantó d'Yzeure